# Matías Mier
Henry Matías Mier Codina (Montevideo, 2 agosto 1990) è un calciatore uruguaiano, centrocampista del River Plate (M).

## Caratteristiche tecniche
Esterno sinistro, può giocare anche da ala sinistra o da centrocampista centrale.

## Palmarès

### Club

#### Competizioni nazionali
- Coppa del Cile: 1

Universidad Católica: 2011
- Copa Colombia: 2

Atlético Junior: 2017
Independiente Medellín: 2020